# Daytime Emmy Awards 1975
La cerimonia della 2ª edizione dei Daytime Emmy Awards (2nd Daytime Emmy Awards) si è tenuta il 15 maggio 1975 a bordo della S.S. Dayliner in navigazione sul Fiume Hudson tra New York e il New Jersey, e ha premiato i migliori programmi e personaggi televisivi del 1974.
La cerimonia è stata presentata da Monty Hall e Stephanie Edwards ed è stata trasmessa dalla ABC.

## Daytime Emmy Awards

### Miglior serie drammatica
- Febbre d'amore (The Young and the Restless), trasmessa dalla CBS
- Destini (Another World), trasmessa dalla NBC
- Il tempo della nostra vita (Days of Our Lives), trasmessa dalla NBC

### Miglior attore protagonista in una serie drammatica
- Macdonald Carey, per aver interpretato Tom Horton in Il tempo della nostra vita
- John Beradino, per aver interpretato Steve Hardy in General Hospital
- Bill Hayes, per aver interpretato Doug Williams in Il tempo della nostra vita

### Miglior attrice protagonista in una serie drammatica
- Susan Flannery, per aver interpretato Laura Spencer in Il tempo della nostra vita
- Rachel Ames, per aver interpretato Audrey Hardy in General Hospital
- Susan Seaforth, per aver interpretato Julie Olson in Il tempo della nostra vita
- Ruth Warrick, per aver interpretato Joanne Gardner in La valle dei pini (All My Children)

### Miglior regista di una serie drammatica
- Richard Dunlap per Febbre d'amore
- Joseph Behar per Il tempo della nostra vita
- Ira Cirker per Destini

### Miglior sceneggiatore o team di sceneggiatori di una serie drammatica
- Tom King, Charles Kozloff, Harding Lemay, Douglas Marland e Jan Merlin per Destini
- William J. Bell per Febbre d'amore
- Pat Falken Smith e Bill Rega per Il tempo della nostra vita

### Miglior serie drammatica
- The ABC Afternoon Playbreak per l'episodio The Girl Who Couldn't Lose, trasmessa dalla ABC
- The ABC Afternoon Playbreak per l'episodio Last Bride of Salem, trasmessa dalla ABC

### Miglior serie d'intrattenimento per ragazzi
- The CBS Festival of Lively Arts for Young People per l'episodio Harlequinade, trasmessa dalla CBS
- The CBS Festival of Lively Arts for Young People per l'episodio Ailey Celebrates Ellington, trasmessa dalla CBS
- What Makes a Gershwin Tune a Gershwin Tune?, film tv trasmesso dalla CBS

### Miglior attore di una serie drammatica
- Bradford Dillman per l'episodio Last Bride of Salem della serie The ABC Afternoon Playbreak
- Jack Carter per l'episodio The Girl Who Couldn't Lose della serie The ABC Afternoon Playbreak
- Bert Convy per l'episodio Oh, Baby, Baby, Baby... della serie The ABC Afternoon Playbreak

### Miglior attrice di una serie drammatica
- Kay Lenz per l'episodio Heart in Hiding della serie The ABC Afternoon Playbreak
- Diane Baker per l'episodio Can I Save My Children? della serie The ABC Afternoon Playbreak
- Julie Kavner per l'episodio The Girl Who Couldn't Lose della serie The ABC Afternoon Playbreak
- Lois Nettleton per l'episodio Last Bride of Salem della serie The ABC Afternoon Playbreak

### Miglior regista di una serie drammatica
- Morton Lachman per l'episodio The Girl Who Couldn't Lose della serie The ABC Afternoon Playbreak
- Walter C. Miller per l'episodio Can I Save My Children? della serie The ABC Afternoon Playbreak

### Miglior sceneggiatore di una serie drammatica
- Audrey Davis Levin per l'episodio Heart in Hiding della serie The ABC Afternoon Playbreak
- Ruth Brooks Flippen per l'episodio Oh, Baby, Baby, Baby... della serie The ABC Afternoon Playbreak
- Lila Garrett e Sandy Krinski per l'episodio The Girl Who Couldn't Lose della serie The ABC Afternoon Playbreak

### Miglior talk show, programma d'informazione o altro programma d'intrattenimento
- Dinah!, trasmesso dalla CBS
- The Mike Douglas Show, trasmesso in syndication
- The Today Show, trasmesso dalla NBC

### Miglior game show
- Hollywood Squares, trasmesso dalla NBC
- Jeopardy!, trasmesso dalla NBC
- Let's Make a Deal, trasmesso dalla ABC
- The $10,000 Pyramid, trasmesso da CBS e ABC[3]

### Miglior programma per bambini
- Star Trek (Star Trek: The Animated Series), trasmesso dalla NBC
- Captain Kangaroo, trasmesso dalla CBS
- The Pink Panther Show, trasmesso dalla NBC

### Miglior presentatore di un talk show, un programma d'informazione o altro programma d'intrattenimento
- Barbara Walters, per aver presentato The Today Show
- Mike Douglas, per aver presentato The Mike Douglas Show
- Jim Hartz, per aver presentato The Today Show
- Dinah Shore, per aver presentato Dinah!

### Miglior presentatore di un game show
- Peter Marshall, per aver presentato Hollywood Squares
- Monty Hall, per aver presentato Let's Make a Deal
- Gene Rayburn, per aver presentato Match Game

### Miglior regista di un talk show, un programma d'informazione o altro programma d'intrattenimento
- Glen Swanson per Dinah! (Dinah Salutes Broadway)
- Dick Carson per The Merv Griffin Show

### Miglior regista di un game show
- Jerome Shaw per Hollywood Squares
- Joseph Behar per Let's Make a Deal!